# Prinzberg
Prinzberg, auch in der Form Prinzsiepen, ist ein Wohnplatz im Norden der bergischen Großstadt Wuppertal.

## Lage und Beschreibung
Der Wohnplatz liegt im Osten des Wohnquartiers Dönberg im Stadtbezirk Uellendahl-Katernberg auf einer Höhe von 274 m ü. NHN am Wollbruchsbach an der gleichnamigen Straße Prinzberg an der Stadtgrenze zu Sprockhövel. 
Benachbarte Orte sind neben Dönberg die Wohnplätze und Hofschaften Hohenholz, Halbachsbusch, Lohbusch, Königssiepen Dickkothen, Horather Schanze und Horath sowie die Sprockhöveler Orte Lohbusch, Kottenengel und Horath.

## Geschichte
Im 19. Jahrhundert gehörte Prinzberg zu den Außenortschaften der Bauerschaft und der Kirchengemeinde Dönberg in der Bürgermeisterei Hardenberg, die 1935 in Neviges umbenannt wurde. Damit gehörte es von 1816 bis 1861 zum Kreis Elberfeld und ab 1861 zum alten Kreis Mettmann. 
Im Gemeindelexikon für die Provinz Rheinland von 1888 werden ein Wohnhaus mit 13 Einwohnern angegeben.
Mit der Kommunalreform von 1929 wurde der südliche Teil von Dönberg abgespalten und mit weiteren, außerhalb von Dönberg liegenden Nevigeser Ortschaften in die neu gegründete Stadt Wuppertal eingemeindet, der Rest Dönbergs mit Prinzberg verblieb zunächst bei Neviges. Durch die nordrhein-westfälische Gebietsreform kam Neviges mit Beginn des Jahres 1975 zur Stadt Velbert und das restliche Dönberg wurde ebenfalls in Wuppertal eingemeindet.